# Earlton (Kansas)
Earlton ist ein Ort im Neosho County, Kansas in den Vereinigten Staaten. Das U.S. Census Bureau hat bei der Volkszählung 2020 eine Einwohnerzahl von 60 ermittelt.

## Demographie
Nach dem Zensus von 2000 lebten 80 Menschen in Earlton. Davon waren 38 Männer und 42 Frauen. Das Durchschnittsalter betrug 36 Jahre.